# Киси, Нобуо
Нобуо Киси — японский политик, член Либерально-демократической партии, министр обороны Японии (с 16 сентября 2020 по 10 августа 2022), младший брат Синдзо Абэ.

## Происхождение
Нобуо — младший брат, внук и внучатый племянник премьер-министров:
- Нобуо Киси и Синдзо Абэ — родные братья, но фамилии у них разные из-за того, что Киси в младенчестве усыновили родственники по материнской линии[2].

- Нобусукэ Киси был его дедом: во время Второй мировой войны он был министром боеприпасов. Нобусукэ был заключён в тюрьму как подозреваемый в военных преступлениях, но так и не был привлечён к суду.

- Эйсаку Сато, брат Нобусукэ, также стал премьер-министром.

Отец — Синтаро Абэ, который занимал пост министра иностранных дел Японии в 1982—1986 годах.
Нобуо — третий сын в семье Абэ, после Хиронобу (работает в Mitsubishi Corporation) и Синдзо.

## Биография
Нобуо Киси родился в Токио 1 апреля 1959 года. В 1981 году окончил экономический факультет университета Кэйо. Работал в Sumitomo Corporation. Он покинул компанию в 2002 году, проработав в США, Вьетнаме и Австралии.
Киси был впервые избран в японский парламент в 2004 году и занимал посты парламентского секретаря по обороне в правительствах Ясуо Фукуда и Таро Асо, заместителя председателя комитета ЛДП по вопросам диеты в Палате советников, заместителя председателя партийной организации и штаба кампании ЛДП, председателя Специального комитета по вопросам питания Окинавы и Севера.